# Иречеково
Иречеково (болг. Иречеково) — село в Болгарии. Находится в Ямболской области, входит в общину Стралджа. Население составляет 477 человек.

## Политическая ситуация
В местном кметстве Иречеково, в состав которого входит Иречеково, должность кмета (старосты) исполняет Николай Савов Генов (Болгарская социалистическая партия (БСП)) по результатам выборов.
Кмет (мэр) общины Стралджа — Митко Панайотов Андонов (Болгарская социалистическая партия (БСП)) по результатам выборов.